# Royal Botanic Gardens, Kew

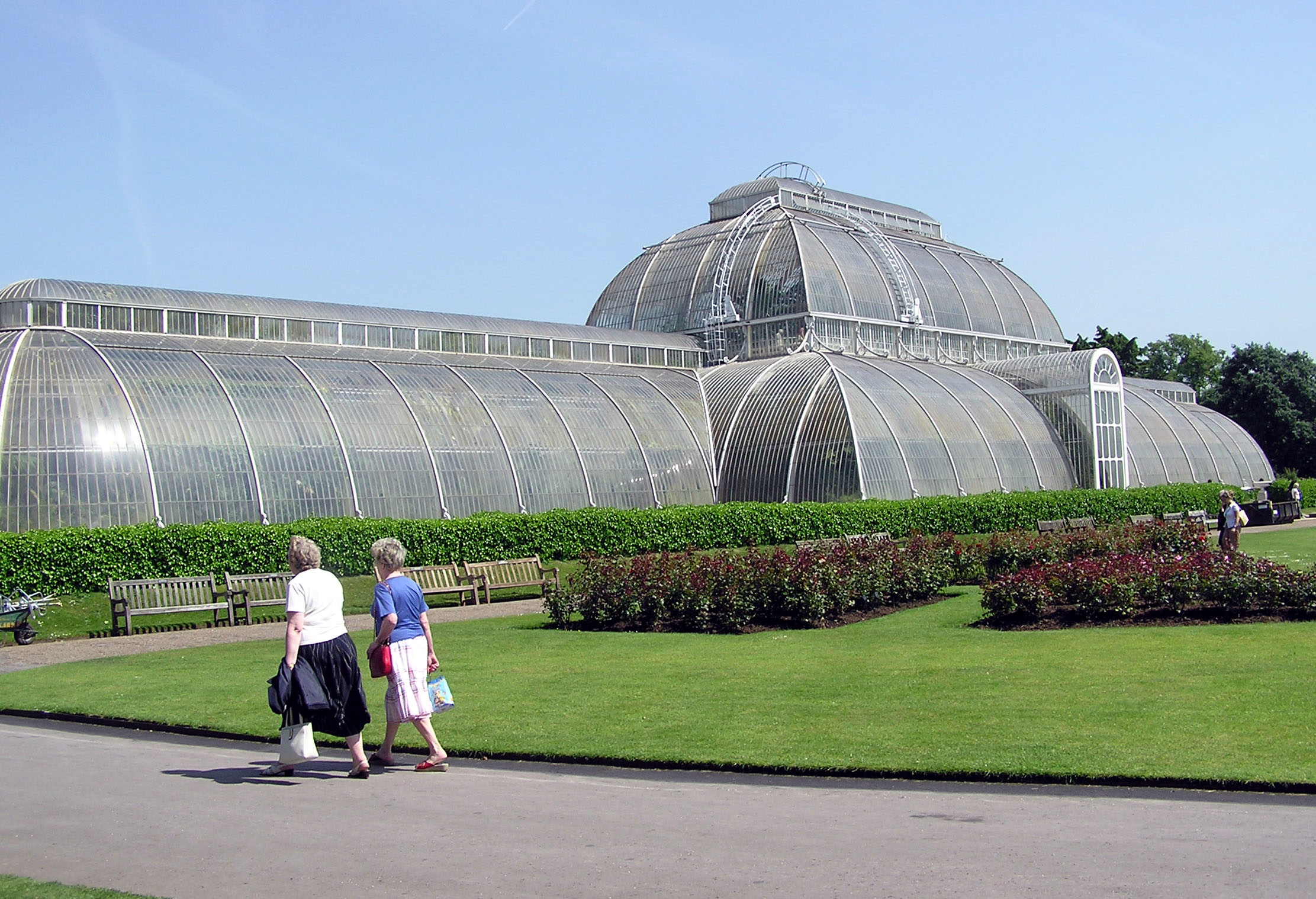
Palmhuset

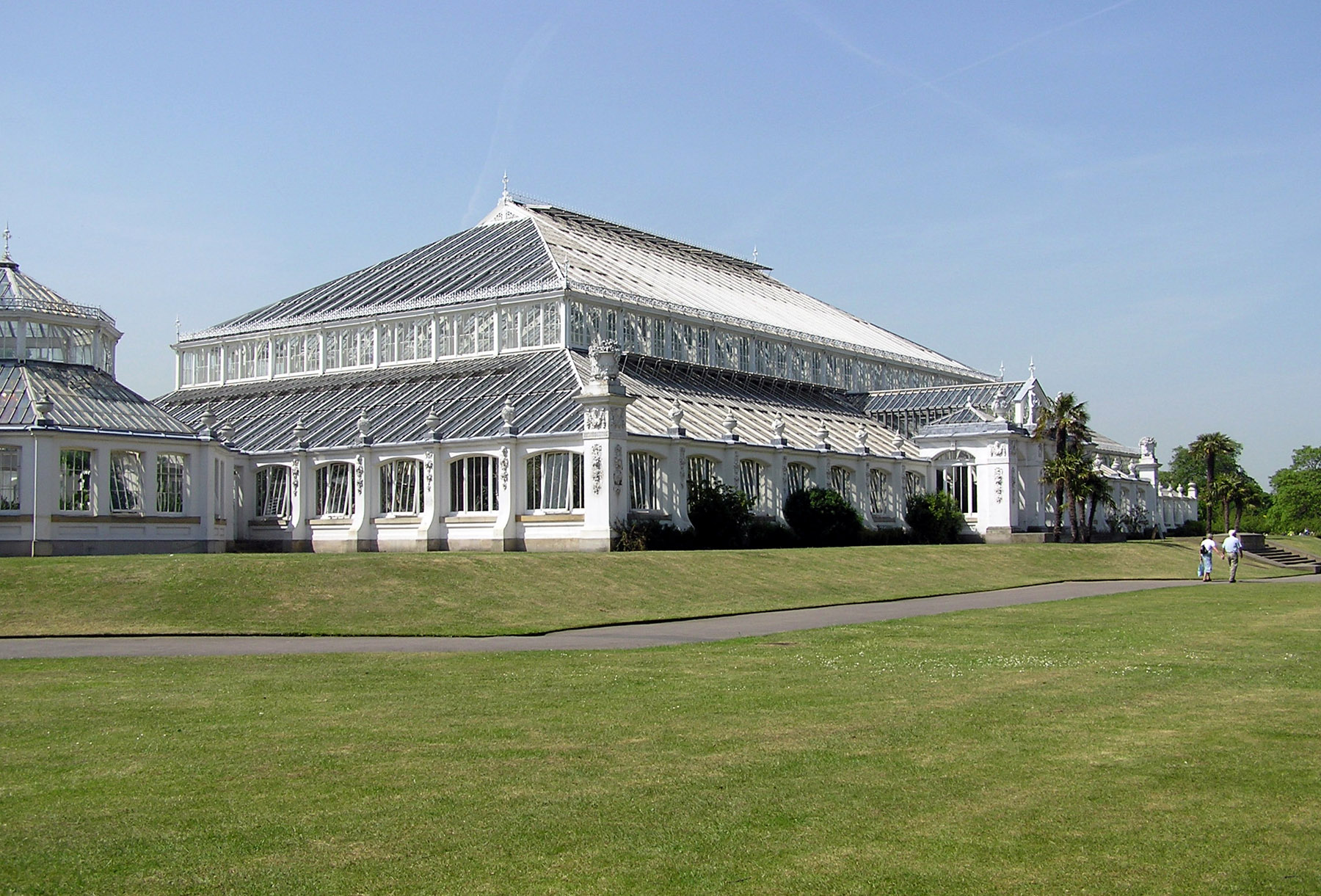
The Temperate House

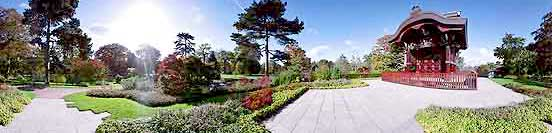
Panorama över omgivningen kring den japanska porten i Kew Gardens

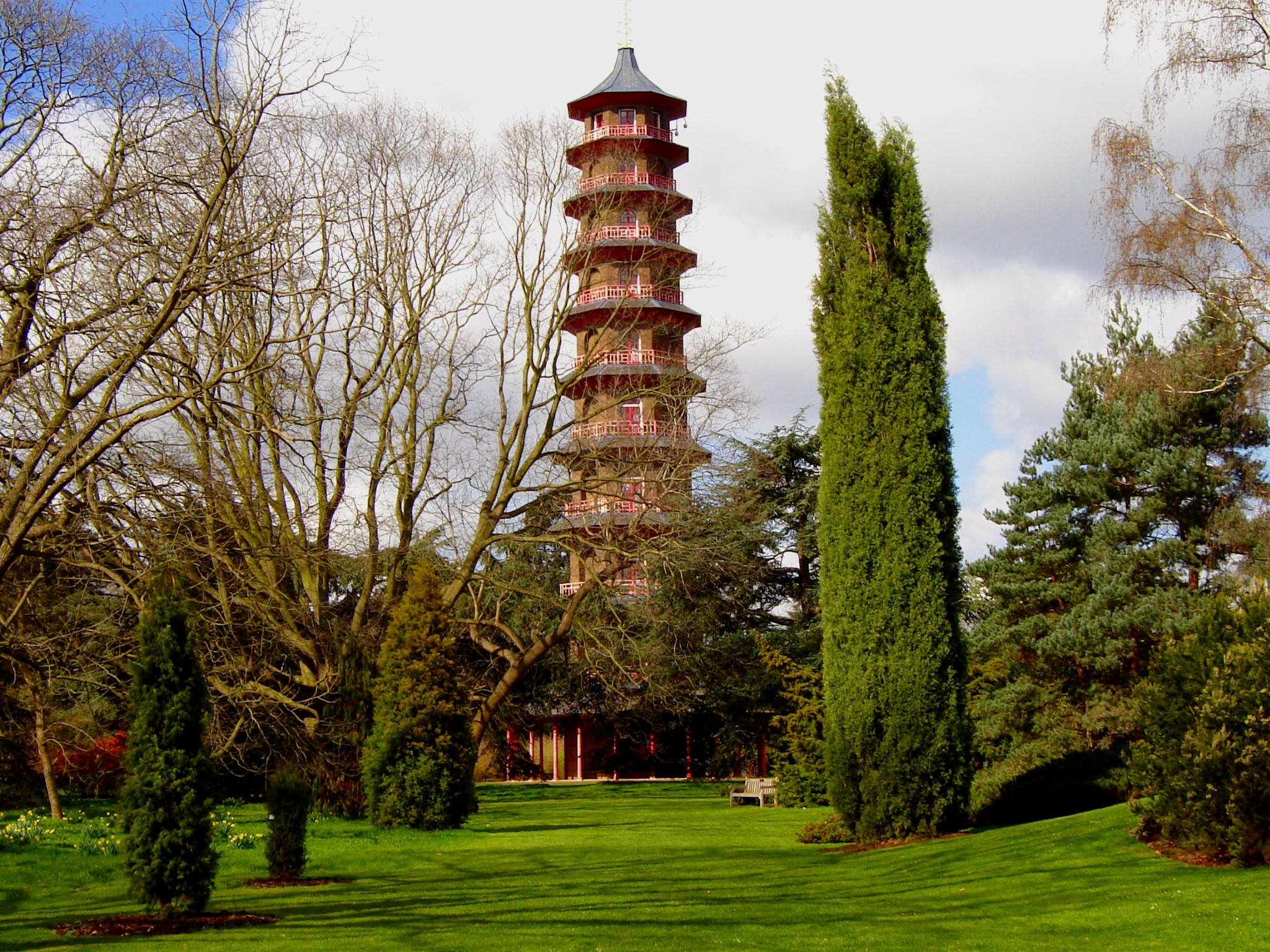
Kinesiska pagoden

Royal Botanic Gardens, Kew, även känt som Kew Gardens, är en botanisk trädgård som omfattar cirka 150 hektar, belägen i Kew i Richmond i sydvästra Stor-London. Den botaniska trädgården inkluderar även Wakehurst Place, som omfattar cirka 230 hektar och är beläget i Sussex. Sedan 2003 är Kew Gardens upptagen på Unescos världsarvslista. Totalt arbetar cirka 700 personer vid trädgården som har nästan 2 miljoner besökare årligen.
Verksamheten omfattar "de levande samlingarna" - alla de odlade växterna (uppskattade till mer än 40 000 olika arter och varianter); herbariet - med mer än 7 miljoner ark; "The Jodrell Laboratory" - där det forskas på molekylär systematik (DNA-baserade "släktskapsutredningar"), växtkemi för nya mediciner och miljövänliga kemikalier för lagring av grödor och insektsgifter, samt mykologi (=svampvetenskap); "School of Horticulture" - vars utbildning ger ett "Kew Diploma" vilket anses vara en av världens främsta utbildningar inom trädgårdsodling.
Vid Wakehurst Place finns också "The Millennium Seed Bank" som fram till 2007 hade sparat frö från mer än 20 000 olika arter framför allt från områden hotade av exempelvis ökenspridning, kalhuggning och gruvdrift. Uppskattningsvis mellan 25 och 50 procent av dessa arter är utrotningshotade, endemiska eller har stort lokalt ekonomiskt värde.

## Historia
De första berömda trädgårdarna i området anlades under 1600-talet av familjen Capel, enligt samtida var "hela familjen Capel omtalat hängivna trädgårdskonsten ... näst intill besatta av den" . Författaren John Evelyn skrev 1678 angående sir Henry Capel att "hans trädgård har definitivt det bästa utbudet av frukt i England, och han är den mest drivne och förstående av odlare". Starten för dagens Kew var då Fredrik, prins av Wales, arrenderade Capels gods 1731. Efter hans giftermål med prinsessan Augusta av Sachsen-Gotha 1736 inledde de båda ett förvandlingsarbete för området. 
Det befintliga "Dutch House" (idag känt som Kew Palace) byggdes ut och putsades om och blev mer känt under namnet "the White House" - vars gränser än idag kan beskådas i gräsmattan framför "Kew Palace". Prins Fredrik utökade trädgården och anlade bland annat en damm och ett kinesiskt lustslott, men hans ambitiösa planer avbröts av hans tragiska död 1751. Hans änka prinsessan Augusta instruerade dock sin chefsträdgårdsmästare redan året därpå att "färdigställa alla de delar av Trädgården i Kew som ännu inte avslutats på det sätt vilket föreslogs i Planen, och behålla allt det som redan står klart". Genom detta kan prinsessan Augusta ses som grundaren av den botaniska trädgården. Hon hade god hjälp från hertigen av Bute, som önskade sig en trädgård vilken "...innehåller alla världens kända växter".
Formellt anses den botaniska trädgården ha grundats 1759, då "odling i den fysiska [=medicinrelaterade] trädgården" första gången omtalas i räkenskaperna. Under de närmaste åren konstrueras flera än idag kända Kew Gardens profiler såsom Aeolustemplet, "The Ruined Arch", pagoden och orangeriet.
Efter prinsessan Augustas död 1772 ärvdes trädgården av George III, som kraftigt utökade området genom att slå ihop det med "Richmond Garden". George III ändrade också trädgårdens inriktning från att endast samla in och visa upp exotiska arter, till mer vetenskaplig syften. Han engagerade sir Joseph Banks som ansvarig för trädgårdens verksamhet. Sir Joseph Banks (som 1778 inledde sitt 41 år långa presidentskap för "Royal Society") utvecklade Kew till ett centrum för botanisk vetenskap, bland annat genom insamlingskampanjer till Sydafrika, Indien, Etiopien, Kina och Australien. Banks bedrev också omfattande studier av ekonomisk användning av olika växter för det brittiska imperiets nytta. Efter Banks och George III:s död 1820 hamnade dock trädgården i en 20 år lång period av försummelse. 
År 1840 kom man överens om att trädgården skulle föras över från kronan till "Office of Woods and Forests" som en "National Botanic Garden" och året därpå tillsattes sir William Hooker som den förste officielle trädgårdsdirektören. Under dennes, och hans son sir Joseph Hookers, ledning blev Kew åter centrum för botanisk forskning och de två ikoniska växthusen "The Palm House" och "The Temperate House" byggdes. Sir William Hooker byggde också ett museum för att kunna visa hur viktiga växter var för mänskligheten 1846. Detta blev snabbt för litet för och redan 1857 byggdes "Museum No 1" mittemot palmhuset, det gamla museet bytte namn till "Museum No 2" och hyser idag "School of Horticulture". Under denna tid lyckades också Hooker den yngre säkerställa mer plats för sitt personliga, omfattande herbarium vilket utgjorde grunden för Kew-herbariet (tillsammans med donationer från exempelvis George Bentham och East India Company). Redan 1853 utsågs den första kuratorn för herbariet, Allan A. Black, och 1860 hade det växt i sådan omfattning att det var lika stort som herbariet vid British Museum.
1885 lämnade sir William Hooker över trädgårdsdirektörsrollen till sin svärson sir William Thiselton-Dyer. Under hans ledning började dagens Kew ta form på allvar genom att drottning Victoria donerade "Queen Charlotte's Cottage" med omgivningar. Detta dock under förutsättning att området inte skulle förändras, vilket födde det naturskyddsområde som fortfarande finns kvar i denna del av Kew Gardens. Sir William färdigställde också det första alpinväxthuset och flera utbyggnader av bland annat "The Temperate House" och herbariet. Hans kanske största framgång var dock att han säkrade att Kew gick vinnande ur striden med British Museum om vem som skulle förvara det brittiska nationalherbariet. 
1901 beslöts att de herbarieark som förvarats vid British Museum skulle flyttas till Kew. Sir William Thiselton-Dyer lämnade 1905 över direktörskapet till David Prain. Bland de förändringar som gjordes under hans ledning finns exempelvis byggandet av vattenträdgården och inkorporeringen av stora mängder kinesiska växter, insamlade av E.H. Wilson (känd som "China Wilson"), såsom den omfattande samlingen av rhododendron. Besökarna till trädgården kunde också redan 1888 njuta av förfriskningar i en därför avsedd byggnad, vilken dock brändes ned av suffragetterna 1913. Den efter branden tillfälligt resta tepaviljongen ersattes 1920 med dagens "Pavilion Restaurant".
Prain efterträddes av sir Arthur William Hill 1922, som erkände att tidens luftföroreningar kunde utgöra ett problem för vissa växter. 1924 etablerade han därför i samarbete med "Forestry Commission" ett pinetum (=samling av barrväxter) i Bedgebury, Kent. Det visade sig dock att platsen var illa vald på grund av omfattande frost med påföljande frysskador på växterna. Under andra världskriget avstannade mycket av verksamheten vid Kew och stora delar av trädgården grävdes upp för odling av väl behövda basgrönsaker. 1941 omkom sir Arthur Hill i en ridolycka och efterträddes först 1943 av professor Edward Salisbury. På grund av frostproblemen föreslog professor Salisbury att pinetet i Kent skulle avvecklas, men detta skedde inte förrän 1965 då Kew arrenderade Wakehurst Place i Sussex av "National Trust". Han säkerställde dock att ett karantänsväxthus byggdes 1951 för att möta krav från växtförädlare och -importörer, samt mottog gåvan "The Australian House" - ett prefabricerat aluminiumväxthus - från den australiensiska regeringen. Detta växthus finns fortfarande kvar men kallas nu "Evolution House". 1956 gick han i pension och efterträddes av George Taylor.
För att fira 200-årsjubileet genomfördes flera ändringar, exempelvis blev "The Orangery" åter ett växthus efter att i många år hyst ett timmermuseum, palmhuset - som stängts 1952 på grund av att byggnaden förfallit under andra världskriget - rustades upp och öppnades igen för allmänheten, och rosenpergolan bland de systematiska planteringarna byggdes. 1963 byggdes "The Jodrell Laboratory" ut för att härbärgera de ökande mängderna forskare som sysslade med kemiska och fysiologiska undersökningar, och 1969 invigde drottningen en fjärde flygel av herbariet för att hysa de växande samlingarna. Efter George Taylors pensionering 1971 följde en rad trädgårdsdirektörer i snabb följd; John Heslop-Harrison, J. P. M. Brenan och professor E. A. Bell. Den senare har lämnat bestående spår i form av "The Princess of Wales Conservatory" (1984, i åminnelse av prinsessan Augusta) och "Sir Joseph Banks Centre for Economic Botany" (1985). Tyvärr var han också tvungen att 1984 åter stänga palmhuset på grund av att byggnaden var instabil. Efter en total restaurering kunde palmhuset öppnas igen 1990.
Sedan professor Ghillean Prance tog över direktörskapet 1988 har Kews roll inom naturskydd och naturvård förstärkts. Det långsamma skiftandet från att ha tjänat det brittiska imperiet till att vara en resurs för hela världen ställdes nu på sin spets. Forskning kring bevarandet av biologisk mångfald har förstärkts genom nya utbyggnader av Jodrell-laboratoriet och herbariet, och genom att omforma Museum No 1 till ett utbildningscentrum har möjligheterna att föra ut denna kunskap ökats. 1994 inkorporerades också "The Mycological Institute" med Kew Gardens och 70 000 svampexemplar flyttades in i det mykologiska herbariet. Denna utveckling har fortsatt även under professor Prance efterträdare sir Peter Crane, och sedan 2007 professor Stephen Hopper som till 2009 och trädgårdens 250-årsjubileum lanserar "The Breathing Planet Program" som udden på Kews maxim: "Växter är avgörande för allt liv".